# Interação de configurações
Em mecânica quântica, a interação de configurações (IC) é um método pós-Hartree-Fock para resolver a equação de Schrödinger não relativista, dentro da aproximação de Born-Oppenheimer, para sistemas multieletrônicos. Se cada configuração eletrônica se expressa um determinante de Slater, a interação entre configurações eletrônicas se expressa como combinação entre esses determinantes. Em geral, se trata de um método computacionalmente muito mais custoso que Hartree-Fock e que se faz inviável a partir de sistemas de tamanho médio (da ordem de dezenas de partículas).